# 뤄시허
뤄시허(중국어: 羅洗河 나세하, 1977년 11월 23일 ~ )는 중국의 바둑 기사이다. 1989년 프로가 되었고 2002년 9단에 올랐다. 응답하라 1988에서 최택과 대결한 시기로는 1988년으로 설정되었다.

## 경력
- 제7회, 제10회 명인전 준우승
- 신수배 우승
- 제5회 상화(霜花)배 전국소년전 우승
- 제6회 CCTV배 4강
- 제10회 천원전 4강
- 1997년 전국개인전 5위
- 2001년 NEC배 우승
- 2002년 농심배 대표, 제5회 춘란배 16강
- 2004년 제9회 삼성화재배 16강, 제6회 농심배 대표
- 2006년 제10회 삼성화재배 우승(대 이창호 2:1), 제3회 도요타덴소배 32강, 제11회 삼성화재배 16강